# Tropidocephala baguiodnsis
Tropidocephala baguiodnsis är en insektsart som beskrevs av Frederick Arthur Godfrey Muir 1916. Tropidocephala baguiodnsis ingår i släktet Tropidocephala och familjen sporrstritar. Inga underarter finns listade i Catalogue of Life.